# Józef Wężyk
Józef Wężyk herbu Wąż – kasztelan konarski sieradzki w latach 1768–1771, miecznik wieluński w latach 1758–1768, konsyliarz województw wielkopolskich w konfederacji radomskiej w 1767 roku.